# Grete Walter-Klingenstein
Grete Walter-Klingenstein (Hartberg, 19 de diciembre de 1939) es una historiadora austriaca.

## Trayectoria
De 1957 a 1964 estudió Historia e Filología Inglesa en la Universidad de Viena, donde se doctoró. Tras cursar estudios de traducción, trabajó como traductora académica. Entre 1959 y 1960 estudió Historia, Ciencias Políticas y Estudios Americanos en la Universidad de Oregón, donde se licenció. 
De 1962 a 1963, enseñó Ciencias Políticas e Historia en el Colegio de Europa. Entre 1964 y 1976 fue profesora asistente en la Universidad de Viena. En 1970, investigó durante varios meses sobre la localidad alemana de Aquisgrán en 1748 en el Archivo General de Simancas de Valladolid.
En 1972 y 1973, después de completar su habilitación en Historia Moderna en Viena, se convirtió en profesora titular del Instituto de Historia de la Universidad de Graz, posición que ocupó, donde ejerció entre 1976 y el año 2000, cuando alcanzó la categoría de profesora emérita.
Entre 1998 y 2003 dirigió la Comisión de Historia de la Academia Austriaca de Ciencias, de la que también es miembro. En 2016 fue elegida miembro de la Academia Europæa. También se convirtió en miembro de la Academia Húngara de Ciencias y de la Royal Historical Society de Londres.

## Reconocimientos
En 2017, recibió el Gran Premio Cardenal Innitzer por su trayectoria científica, otorgado por la Archidiócesis de Viena.
En 2020, fue incluida dentro del proyecto “Mujeres Investigadoras en los Archivos Estatales (1900-1970)” para la descripción archivística y creación de un micrositio específico en el Portal de Archivos Españoles (PARES), desarrollado entre 2020-2023. Este proyecto ha sido impulsado por la Subdirección General de Archivos Estatales, con el objetivo visibilizar la labor de investigación realizada en España por las mujeres en el intervalo 1900-1970 partiendo de los registros documentales que se conservan en los Archivos de Gestión de los AAEE del Ministerio de Cultura (el Archivo Histórico Nacional, el Archivo de la Corona de Aragón, el Archivo General de Simancas, el Archivo General de Indias, el Archivo de la Real Chancillería de Valladolid, el Archivo General de la Administración y el Centro de Información Documental de Archivos).